# Křížová cesta (Jeseník)
Křížová cesta v Jeseníku se nachází na Křížovém vrchu východně od centra města.

## Historie
Křížovou cestu tvoří čtrnáct dřevěných křížů s kapličkou s pašijovým obrázkem. Cesta vychází z města od Anglického pramene a končí u kaple svaté Anny na vrcholu kopce.
Již v 17. století stávala na vrcholu kopce dřevěná kaplička. Na počátku 19. století zde sedlák Neugebauer ze Štrejtové postavil novou kapli a nechal do ní umístit obraz z olomouckého Svatého kopečku.
Iniciátorem a donátorem nové, větší kaple a křížové cesty byl kaplan Gotthard Sax z Vindavy. Pozemek na kapli věnoval jesenický občan a též o finance a stavební práce se postarali místní občané. Na vrchol Křížového vrchu byla nejdřív vybudována cesta. Poté byly 23. června roku 1845 vyhloubeny základy pro kapli. Stavbu vedl zednický mistr Josef Schroth z Jeseníku a tesařský mistr Franz Priessnitz. Již 17. června 1846 byla na věž nasazena plechová kopule. Do věže byl zavěšen zvon, který odlil brněnský zvonař Karl Stecher a který byl v říjnu 1847 posvěcen.
Mezi dárci stavby byli šlechtici z Polska, z Anglie, Uher a Německa, a také pacienti z Ameriky. Kaple sloužila zpočátku pouze soukromým účelům. V září 1861 navštívil kapli vratislavský biskup Förster, který vydal souhlas s vysvěcením kaple. Obřad se konal 22. října 1861.
Křížová cesta byla obnovena roku 2012, tradiční poutě se konají na svátek svaté Anny.